# بارون زیمو
بارون زمو (به انگلیسی: Baron Zemo) عنوان چندین شخصیت خیالی ابرشرور در کتاب‌های کامیک منتشر شده توسط مارول کامیکس است. دو شخصیت اصلی که تا کنون از عنوان بارون زمو استفاده کرده‌اند شامل هاینریش زمو و هلموت زمو هستند، که هر دوی آن‌ها به عنوان دشمنان اصلی کاپیتان آمریکا و تیم انتقام‌جویان محسوب می‌شوند و رهبری گروه استادان شیطان را نیز بر عهده داشته‌اند. بارون زمو اصلی توسط نویسنده استن لی و طراح جک کربی خلق شده‌است؛ که برای نخستین بار در گذشته‌نمایی در شمارهٔ ۴ از مجموعه کمیک انتقام‌جویان در مارس ۱۹۶۴ معرف شد و بارون زمو دوم در سری ۱۶۸ کاپیتان آمریکا در دسامبر ۱۹۷۳ ظاهر شد. در سال ۲۰۰۹، بارون زمو جزو ۴۰ تبه‌کار برتر همهٔ دوران‌ها از سوی آی‌جی‌ان قرار گرفت.

## تاریخ انتشار
بارون زمو توسط استن لی و جک کربی ساخته شده‌است. او در انتقام گیرندگان در مارس ۱۹۶۴ منتشر شد و سپس در کاپیتان آمریکا در دسامبر ۱۹۷۳ منتشر شد.

## داستان بیوگرافی شخصیت
دکتر هاینریش زمو، یکی از دانشمندان در حزب نازی بود. زمو با کاپیتان آمریکا و متحدان او در طول جنگ جهانی دوم جنگید. او یک نابغه درخشان و علمی بود، بسیاری از سلاح‌های کشتار جمعی ارتش هیتلر را ایجاد کرد، که از ان جمله در مقیاس بزرگ اشعه مرگبار بود، که موجب مرگ بسیاری از غیرنظامیان شد و او را به یک قاتل تبدیل ساخت. او متکبرانه بر این باور بود که می‌تواند نیروهای متفقین را عقب براند.

## قدرت و توانایی‌ها
بارون زمو دارای هوش و با استعداد، با تخصص خاص علمی، تیراندازی عالی و آموزش گسترده در زمینه شمشیرزنی و مبارزات تن‌به‌تن است.